# Obi-Wan Kenobi (televisieserie)
Obi-Wan Kenobi is een televisieserie die vanaf 27 mei 2022 gestreamd wordt door Disney en Lucasfilm op het streamplatform Disney+. Ewan McGregor keert terug in de rol van Obi-Wan Kenobi, die hij voor het laatst speelde in Star Wars: Episode III: Revenge of the Sith uit 2005. Hayden Christensen keert ook terug om Darth Vader te spelen.
Al sinds 2015 werd er gespeculeerd over een film rond Obi-Wan Kenobi en op 25 augustus 2019, tijdens de D23, werd door Kathleen Kennedy bevestigd dat een televisieserie over het personage in de maak was.

## Verhaal
Deze Star Wars serie van zes afleveringen speelt zich af tussen de films Episode III: Revenge of the Sith en Episode IV: A New Hope. We volgen Obi-Wan Kenobi die, na 10 jaar vrijwillige ballingschap op Tatooine, op een missie gaat, daarbij opgejaagd door Darth Vader.

## Rolverdeling
| Acteur                                     | Personage                        | Notitie | Seizoen     |
| Acteur                                     | Personage                        | Notitie | 1           |
| ------------------------------------------ | -------------------------------- | --- | ----------- |
| Ewan McGregor                              | Obi-Wan Kenobi                   | Een Jedi meester die Order 66 overleefde en nu in ballingschap leeft op Tatooine, terwijl hij waakt over de jonge Luke Skywalker.                                                   | Hoofdrol    |
| Hayden Christensen James Earl Jones (stem) | Anakin Skywalker / Darth Vader   | Een Sith Lord van the Dark Side, Obi-Wan's voormalige Padawan en de vader van Luke Skywalker en Leia Organa.                                                                        | Hoofdrol    |
| Moses ingram                               | Reva Sevander / The Third Sister | Een inquisiteur met bewijsdrang tegenover Darth Vader. | Hoofdrol    |
| Vivien Lyra Blair                          | Leia Organa                      | De prinses van Alderaan en dochter van Anakin Skywalker & Padmé Amidala. | Hoofdrol    |
| Rupert Friend                              | The Grand Inquisitor             | De hoogste inquisiteur in het Galactische Rijk. Diende voorheen als bewaker van de Jedi-tempel. The Grand Inquisitor verscheen eerder in de televisieserie Star Wars Rebels.        | Terugkerend |
| Sung Kang                                  | The Fifth Brother                | Een inquisiteur van het Galactische Rijk. Verscheen eerder in de televisieserie Star Wars Rebels.                                                                                   | Terugkerend |
| Indira Varma                               | Tala Durith                      | Een Rebel die vermomd is als Keizerlijke officier. | Terugkerend |
| O'Shea Jackson jr.                         | Roken                            | Een Rebel, die de leiding heeft over het Rebellenkamp. | Terugkerend |
| Kumail Nanjiani                            | Haja Estree                      | Een oplichter uit Daiyu. | Terugkerend |
| Jimmy Smits                                | Bail Organa                      | De senator van Alderaan, adoptievader van Leia Organa en de man van Breha Organa.                                                                                                   | Terugkerend |
| Grant Feely                                | Luke Skywalker                   | De zoon van Anakin Skywalker en Padmé Amidala, die samen met zijn oom en tante op Tatooine woont.                                                                                   | Terugkerend |
| Rya Kihlstedt                              | The Fourth Inquisitor            | Een inquisiteur van het Galactische Rijk. | Terugkerend |
| Maya Erskine                               | Sully                            | Een piloot, die Obi-Wan, Leia en Tala helpt uit de Fortress Inquisitorius. | Terugkerend |
| Marisé Alvarez                             | Nyche                            | Een van de Rebellen. | Terugkerend |
| Joel Edgerton                              | Owen Lars                        | De oom van Luke Skywalker, de man van Beru Lars en een vochtboer op Tatooine. | Terugkerend |
| Bonnie Piesse                              | Beru Lars                        | De tante van Luke Skywalker en vrouw van Owen Lars. | Terugkerend |
| Simone Kessell                             | Breha Organa                     | De koningin van Alderaan, de adoptiemoeder van Leia Organa en de vrouw van Bail Organa.                                                                                             | Terugkerend |
| Flea                                       | Vect Nokru                       | Een premiejager die is ingehuurd door Reva om Leia Organa te ontvoeren. | Terugkerend |
| Benny Safdie                               | Nari                             | Een Jedi die zich verstopt op de planeet Tatooine. | Bijrol      |
| Zach Braff                                 | Freck                            | Een transportchauffeur voor de Keizerlijke mijnbouwfaciliteit. | Bijrol      |
| Ian McDiarmid                              | Keizer Palpatine                 | De Keizer van het Galactische Keizerrijk en de leermeester van Darth Vader. | Bijrol      |
| Esther Rose McGregor                       | Tetha Grig                       | Een kruidenhandelaar op Dairyu. | Gastrol     |
| Anthony Daniels                            | C-3PO                            | Een protocol-droid. | Gastrol     |
| Poppenspeler                               | R2-D2                            | Een astromechdroid. | Gastrol     |
| Temuera Morrison                           | Nax                              | Een dakloze veteraan Clone Trooper uit de voormalige 501ste divisie. | Gastrol     |
| Ryder McLaughlin                           | Wade Resselian                   | Een piloot van de Rebellen. | Gastrol     |
| Liam Neeson                                | Qui-Gon Jinn                     | De Jedi-meester van Obi-Wan Kenobi die werd vermoord in Star Wars: Episode I: The Phantom Menace door Darth Maul. Qui-Gon Jinn verschijnt als Force-geest om met Obi-Wan te praten. | Gastrol     |

## Afleveringen
Eind maart werd aangekondigd dat de première-datum van de serie op Disney+ van 25 mei 2022 opgeschoven werd naar 27 mei 2022. Maar als "compensatie" gingen de eerste twee afleveringen diezelfde dag in première. De andere afleveringen werden wekelijks, op woensdag, gestreamd.
| Nr. | Nr. | Titel    | Regisseur    | Schrijver                                                     | Eerste uitzenddatum |
| --- | --- | -------- | ------------ | ------------------------------------------------------------- | ------------------- |
| 1 | 1   | Part I   | Deborah Chow | Joby Harold, Hossein Amini & Stuart Beattie                   | 27 mei 2022         |
| Tien jaar na Order 66, toen de meeste Jedi werden vermoord, vinden de Grootinquisiteur, Fifth Brother en Third Sister (Reva Sevander) een overlevende Jedi, Nari, op Tatooine. Reva wordt ongeduldig en probeert Nari te doden, waardoor de Grootinquisiteur haar moet stoppen, waardoor Nari kan ontsnappen. Reva is van mening dat ze moeten jagen op een andere overlevende Jedi, Obi-Wan Kenobi, die buiten het medeweten van hen ook op Tatooine is. Onder de alias "Ben" waakt Kenobi over een jonge Luke Skywalker, de zoon van zijn voormalige leerling Anakin Skywalker. Hij wordt achtervolgd door herinneringen aan de val van Anakin en kan niet via de Force communiceren met zijn voormalige meester Qui-Gon Jinn. Kenobi weigert Nari te helpen en ziet later zijn lijk in de stad hangen. Op Alderaan wordt Anakin's dochter Leia, geadopteerd door Kenobi's kennis senator Bail Organa, ontvoerd door premiejagers die door Reva zijn ingehuurd om Kenobi te lokken. Organa neemt contact op met Kenobi en smeekt hem om Leia te helpen redden. Kenobi weigert eerst, maar bedenkt zich nadat hij persoonlijk door Organa is bezocht. |     |          |              |                                                               |                     |
| 2 | 2   | Part II  | Deborah Chow | Joby Harold, Hossein Amini & Stuart Beattie                   | 27 mei 2022         |
| Na het volgen van de ontvoerders naar de planeet Daiyu, ontmoet Kenobi oplichter Haja Estree die zich voordoet als een Jedi. Haja leidt Kenobi naar de locatie van Leia, waar hij de ontvoerders verslaat en haar redt. De Grootinquisiteur hoort van hun aanwezigheid en sluit de stad af. Reva negeert het bevel om af te treden en plaatst een nieuwe premie op Kenobi, waardoor huurlingen in de stad hem en Leia als doelwit nemen. Wanneer Leia zich realiseert dat ze achter Kenobi aan zitten in plaats van haar, verliest ze het vertrouwen in Kenobi en rent ze weg. Terwijl premiejagers op hen schieten, springt Leia van een dak en Kenobi redt haar met behulp van de Force, waardoor hij haar vertrouwen wint. Haja vindt ze en leidt ze naar een onbewaakte vrachthaven van waaruit ze kunnen ontsnappen, maar hij kan Reva er niet van weerhouden hen te volgen. Reva schokt Kenobi door hem te onthullen dat Anakin, die nu als Darth Vader door het leven gaat, nog leeft nadat Kenobi dacht dat hij tien jaar eerder was overleden. De Grootinquisiteur arriveert en probeert Kenobi zelf te arresteren, maar Reva steekt hem neer met haar lichtzwaard, waardoor Kenobi, die nog steeds niet gelooft in de onthulling, en Leia kunnen ontsnappen op een transportschip. Elders wordt Darth Vader wakker in een bacta-tank. |     |          |              |                                                               |                     |
| 3 | 3   | Part III | Deborah Chow | Joby Harold & Hannah Friedman, Hossein Amini & Stuart Beattie | 1 juni 2022         |
| Nadat Darth Vader zich realiseert dat Kenobi nog steeds leeft, instrueert Vader Reva om hem te vinden, en belooft haar de positie van Grootinquisiteur als ze daarin slaagt. Het transport van Kenobi en Leia landt op Mapuzo, een planeet die droog is geworden door de meedogenloze mijnen van het Galactisch Keizerrijk. Op die planeet hallucineert Kenobi een jonge Anakin Skywalker in de verte en gaan verder naar het rendez-vous van Haja. Daar is niemand te vinden, en accepteren ze een ritje op een Keizerlijk transport. Reva traceert ze naar Mapuzo en waarschuwt het Keizerlijke garnizoen. Na aankomst bij een Keizerlijke controlepost verraadt de chauffeur van het transport Kenobi en Leia aan de bewakers. Kenobi slaagt erin om ze te verslaan, maar net als ze worden gepakt door een groep versterkingen, schiet de vrouwelijke Keizerlijke officier met de versterkingen, Tala, alle Stormtrooper dood. Ze onthult dat ze lid is van een ondergronds netwerk dat Jedi, waaronder Quinlan Vos, helpt ondergronds te gaan en te ontsnappen uit het rijk. Voordat ze kunnen vertrekken, verschijnen Darth Vader en de Inquisitors op Mapuzo, die een aantal stedelingen op brute wijze begint te vermoorden om Kenobi naar buiten te lokken; Kenobi stuurt Leia en Tala naar hun pick-up terwijl ze achterblijven om hun achtervolgers op te houden. Na een lichtzwaardduel vangt Vader uiteindelijk Kenobi in een dwangvernauwing, ontsteekt de grond voor hem, voordat hij Kenobi op de vlammen vasthoudt en verkondigt dat Zijn pijn nog maar net is begonnen. Echter, Tala arriveert en slaagt erin om Vader en de Stormtroopers om hem heen af te leiden, waardoor ze Kenobi kan redden. Ondertussen traceert Reva het ontsnappingspad en haalt Leia in, die van haar wegrent. |     |          |              |                                                               |                     |
| 4 | 4   | Part IV  | Deborah Chow | Joby Harold & Hannah Friedman                                 | 8 juni 2022         |
| Nadat ze aan Vader zijn ontsnapt, infiltreren Obi-Wan en Tala de basis van de Inquisiteurs om een gevangengenomen Leia te redden, die wordt ondervraagd door de Third Sister. Terwijl ze erin slagen Leia te bevrijden, wordt Tala's dekking opgeblazen en moeten ze zich een weg naar buiten vechten, ontsnappen met de hulp van Roken en zijn guerrilla-troepen. Een woedende Vader wil de Third Sister vermoorden omdat ze heeft gefaald, maar spaart haar wanneer ze onthult dat ze een tracker op de groep heeft gezet. |     |          |              |                                                               |                     |
| 5 | 5   | Part V   | Deborah Chow | Joby Harold & Andrew Stanton                                  | 15 juni 2022        |
| Vader volgt het pad naar hun schuilplaats, promoveert Reva tot Grootinquisiteur en laat haar de faciliteit belegeren. Obi-Wan wacht op tijd en confronteert Reva en leidt daaruit af dat ze Vaders ware identiteit kent omdat ze een jongeling is die het bloedbad van Anakin in de Jedi-tempel, tijdens Order 66, heeft overleefd. Hij realiseert zich dat ze Vader niet wil dienen, maar wil vermoorden uit wraak. Ze weigert echter zijn hulp. De faciliteit wordt geschonden en Tala offert zichzelf op om Obi-Wan te redden. Zich realiserend dat er geen manier is om te winnen, geeft Obi-Wan zich over en is in staat om Reva te overtuigen om Vader te vermoorden wanneer ze Kenobi aan hem levert. Ondertussen kan Leia de deuren repareren, waardoor de Path samen met Obi-Wan de faciliteit kan ontvluchten. Reva verraadt en valt Vader aan, maar wordt al snel overmeesterd en neergestoken. De oorspronkelijke grootinquisiteur verschijnt weer, blijkt in leven te zijn, en beiden laten haar achter om te sterven. Terwijl Obi-Wan, Leia en het Path-netwerk op het punt stonden de planeet te verlaten, vindt een gewonde Reva de zender van Obi-Wan en ziet een bericht dat onthult dat Vader kinderen heeft. |     |          |              |                                                               |                     |
| 6 | 6   | Part VI  | Deborah Chow | Joby Harold, Andrew Stanton, Stuart Beattie & Hossein Amini   | 22 juni 2022        |
| Reva arriveert op Tatooine om Luke te lokaliseren, terwijl Darth Vader Kenobi en het Path achtervolgt in zijn Star Destroyer. Kenobi scheidt zich van de groep, zodat het Path kan ontsnappen nadat hij zich realiseert dat Vader alleen achter hem aan zit. Hij gaat naar een nabijgelegen planeet en vecht alleen tegen Vader, en maakt hem onbekwaam door Vaders helm en ademhalingsapparaat te beschadigen. Zich realiserend dat Anakin zijn identiteit als Vader heeft omarmd, vertrekt Kenobi. Ondertussen arriveert Reva bij Luke's huis en confronteert Owen en Beru. Nadat ze hen heeft onderworpen, achtervolgt ze Luke de woestijn in, maar brengt hem uiteindelijk terug naar zijn familie nadat zij zich Anakin's bloedbad van de Jedi-tempel herinnert. Bevrijd van de duistere kant feliciteert Kenobi haar met het overwinnen van haar trauma uit het verleden. Op Mustafar verlaat een genezen Vader zijn zoektocht naar Kenobi nadat zijn meester, keizer Palpatine, zijn motieven en loyaliteit in twijfel trekt. Terug op Alderaan heeft Leia nieuwe vastberadenheid gevonden in haar taken als prinses. Kenobi bezoekt hen en bevestigt dat hij de Organa's zal helpen wanneer dat nodig is, en neemt afscheid van Leia. Als hij terugkeert naar Tatooine, lost hij zijn conflict met Owen op door Luke een normale jeugd te laten hebben en begroet hem voordat hij de woestijn in trekt. Nadat hij zijn innerlijke rust heeft gevonden, kan hij eindelijk de Force-geest van Qui-Gon zien en ermee praten. |     |          |              |                                                               |                     |